# اف‌ام‌آی ایر
اف‌ام‌آی ایر (به انگلیسی: FMI Air) یک شرکت هواپیمایی با کد یاتا ND است که در ۲۰۱۲ میلادی تأسیس شده‌است. دفتر مرکزی اف‌ام‌آی ایر در یانگون، میانمار واقع شده‌است و به ۲۱ مقصد، پرواز انجام می‌دهد.